# KamAZ-4326
Der KamAZ-4326 (russisch КамАЗ-4326) ist ein allradgetriebener Lastwagen aus der Produktion des KAMAZ-Werks in Nabereschnyje Tschelny. Das Fahrzeug wird seit 1995 in Serie gebaut und ist auch für militärische Anwendungen konzipiert. Mit dem KamAZ-4350 existiert ein modernisierter Nachfolger. Der KamAZ-43114 ist dem KamAZ-4326 sehr ähnlich, hat jedoch drei Achsen statt zwei.

## Fahrzeugbeschreibung

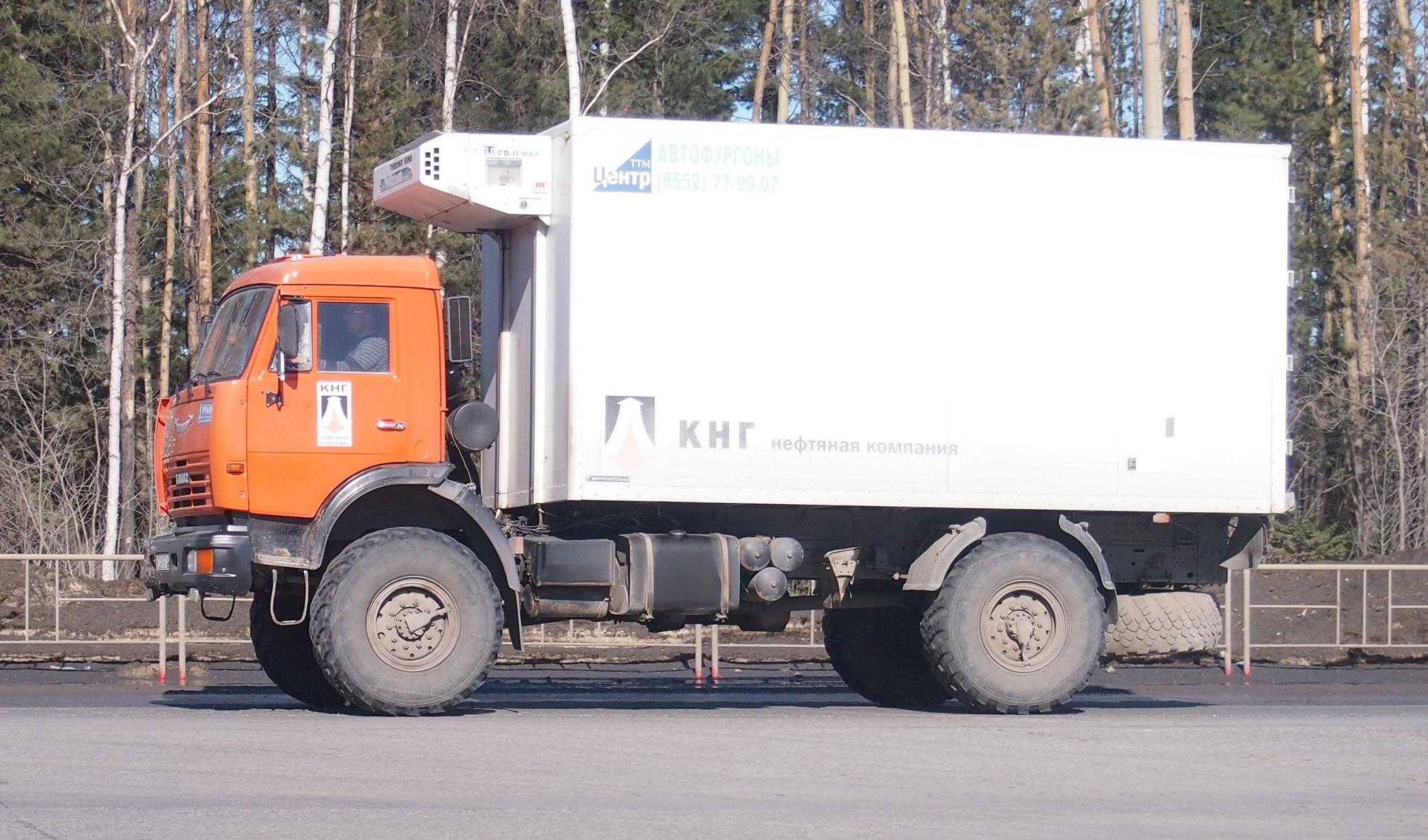
Ziviler KamAZ-4326 mit Kühlkoffer in Chanti-Mansijsk (2015)

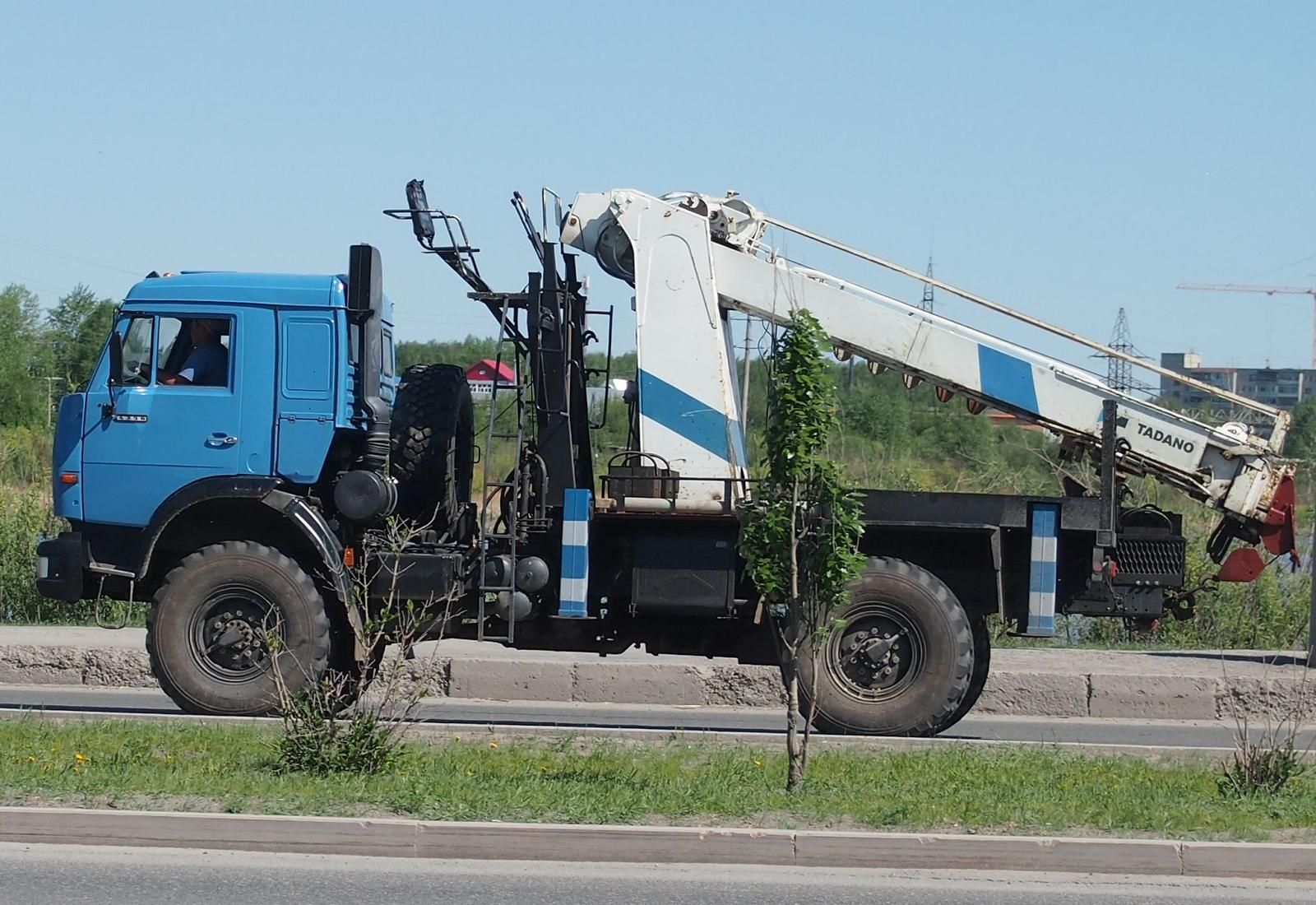
Ziviler KamAZ-4326 mit Kranaufbau (2014)

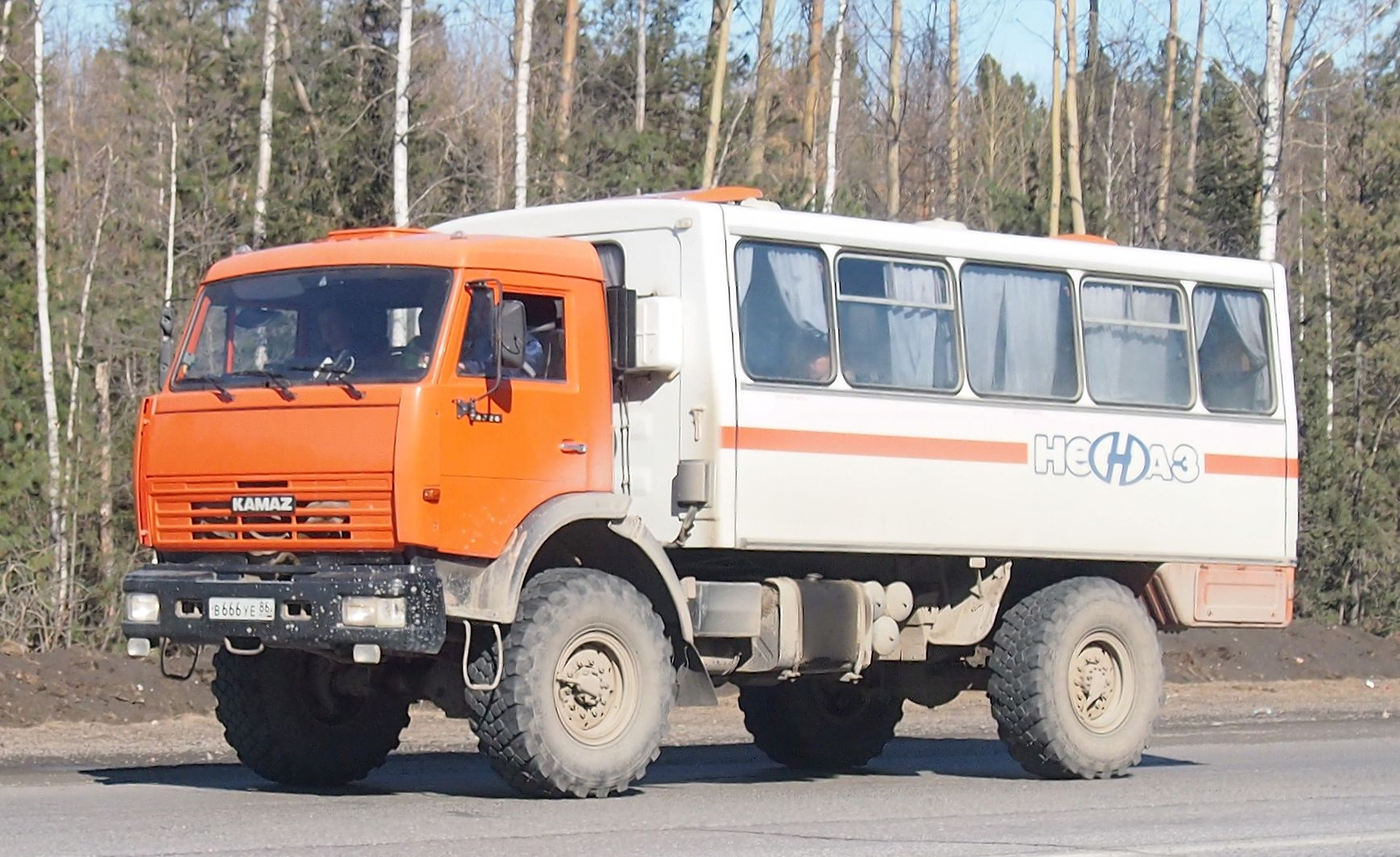
NefAZ-42111, statt der Ladefläche ist ein Aufbau zum Personentransport montiert (2015)

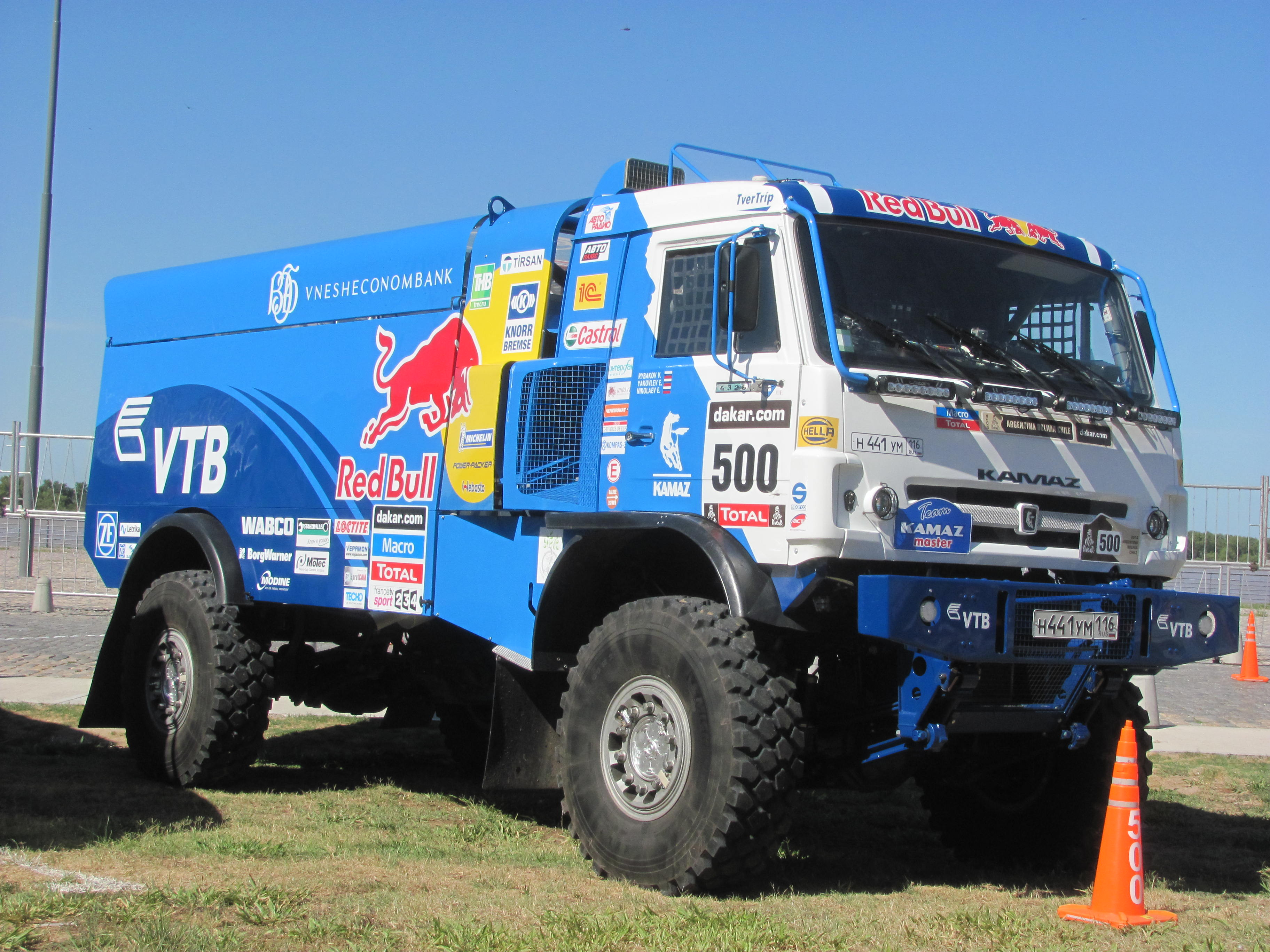
KamAZ-4326-9 zur Teilnahme an der Rallye Dakar (2013)

Die Entwicklung des KamAZ-4326 geht zurück bis in die 1980er-Jahre. Damals fertigte das KAMAZ-Werk einige Prototypen eines zweiachsigen geländegängigen Lastwagens auf Basis des KamAZ-4310. Diese Fahrzeuge erhielten bereits die Bezeichnung KamAZ-4326. Da das Werk zum damaligen Zeitpunkt mit einer Jahresproduktion von über 110.000 Lkw ausgelastet war, kam es nicht zu einer Serienfertigung des neuen Modells.
Nach dem Zusammenbruch der Sowjetunion wurde die Idee wieder aufgegriffen. Die Serienfertigung begann 1995, ohne wesentliche Dinge an der Konstruktion zu ändern. Verwendet wurden ein großvolumiger Dieselmotor und ein Getriebe aus hauseigener Fertigung. Für die notwendige Geländegängigkeit sorgen eine große Wattiefe von 1,5 Metern, der permanente Allradantrieb sowie die große Einzelbereifung an allen Rädern.
Seit Beginn der 2000er-Jahre wird eine Version mit einem etwa 50 Zentimeter kürzerem Radstand gefertigt. Seit 2003 wird mit dem KamAZ-4350 ein modernerer Nachfolger gebaut. Der KamAZ-4326 dagegen wird schon seit mindestens 2015 nicht mehr für private Kunden angeboten. Über eine Einstellung der Fertigung für militärische Zwecke ist nichts bekannt.

## Modellvarianten
Neben der seit 1995 produzierten Grundversion existieren einige weitere Varianten, die insbesondere durch die montierten Aufbauten variieren. Die Liste erhebt keinen Anspruch auf Vollständigkeit.
- KamAZ-43261 – In den 2000er-Jahren erschienene Version mit gekürztem Radstand.
- AZ-40/4(43261)249 – Feuerwehrfahrzeug aufbauend auf dem KamAZ-43261.
- AZ-4-2,5(4326) – Feuerwehrfahrzeug, das die Grundversion als Fahrgestell nutzt.
- NefAZ-42111 – Fahrzeug zum Personentransport. Die Fahrerkabine des Lastwagens bleibt erhalten, statt einer Pritsche wird jedoch eine geschlossene Karosserie mit Sitzplätzen und Fenstern aufgesetzt. Auch als Kombinationsbus mit kurzer Ladefläche.
- Spezielle Aufbauten wurden ebenfalls montiert, zum Beispiel für den Winterdienst.
- KamAZ-4326-9 – Rennfahrzeug zur Teilnahme an der Rallye Dakar.

Daneben existiert der KamAZ-43114 mit drei Achsen und einer deutlich höheren Nutzlast. Außerdem dient der KamAZ-4326 für verschiedene militärische Spezialfahrzeuge als Unterbau. Dazu zählt auch der Panzerwagen KamAZ-43269.

## Technische Daten
Die hier aufgeführten Daten gelten für Fahrzeuge vom Typ KamAZ-4326. Über die Bauzeit hinweg und aufgrund verschiedener Modifikationen an den Fahrzeugen können einzelne Werte leicht schwanken.
- Motor: Viertakt-V8-Dieselmotor
- Motortyp: KamAZ-740.31-240
- Leistung: 240 PS (176 kW)
- maximales Drehmoment: 912 Nm
- Hubraum: 10,85 l
- Hub: 120 mm
- Bohrung: 120 mm
- Verdichtung: 16,5:1
- Abgasnorm: EURO 2
- Tankinhalt: 170 + 125 l
- Verbrauch: 25 l/100 km
- Reichweite: 1180 km
- Getriebe: manuelles Fünfgang-Schaltgetriebe mit Geländeuntersetzung
- Höchstgeschwindigkeit: 90 km/h
- Antriebsformel: 4×4

Abmessungen und Gewichte
- Länge: 7935 mm
- Breite: 2500 mm
- Höhe: 2945 mm
- Radstand: 4200 mm
- Abmessungen der Ladefläche (L × B × H): 4800 × 2320 × 500 mm
- Bodenfreiheit: 385 mm
- Wendekreis: 22,6 m
- Spurweite: 2010 mm
- Leergewicht: 8025 kg
- Zuladung: 3275 kg
- zulässiges Gesamtgewicht: 11.600 kg
- zulässige Anhängelast: 7000 kg (Straße), 5000 kg (Gelände)
- maximal befahrbare Steigung: 31° (entspricht 60 %)
- Wattiefe: 1500 mm